# 김학진 (축구 선수)
김학진(한국 한자: 金學鎭, 1988년 10월 25일 ~ )은 대한민국의 전 축구 선수이며, 포지션은 수비수였다.